# 南国王宮子作りシリーズ
『南国王宮子作りシリーズ』（なんごくおうきゅうこづくりシリーズ）は、日本のアダルトゲームブランド・Nornが発売したノベルゲーム形式のシリーズ作品の一つである。公式にシリーズ名が設定されているわけではないが、全てのタイトルに「南国王宮子作り」を冠しており公式サイト内でも相互に関連タイトルとして扱われているので、便宜上シリーズ作品として扱う。

## 概要
本シリーズと同じNornから発売されている女神3部作や魔界プリンセスシリーズと同様、3姉妹のヒロインから各タイトルごとに1人ずつをピックアップした内容となっている。ストーリーの序盤はどのタイトルも共通しているが、各タイトルとも選択肢が存在しないノベルゲーム形式となっている。女神3部作のようなハーレムエンドを描写した後日談は存在しない。

### 各タイトルの発売日
本シリーズに該当する作品のタイトルと発売日は以下の通りである。
- あまあねプリンセス・イリーナと南国王宮子作り 〜私の子宮で全部受け止めてあげる♪貴方の赤ちゃんが欲しいの〜[2]

ダウンロード版：2009年10月23日 パッケージ版：2009年11月27日
- ツンあねプリンセス・エミリアと南国王宮子作り 〜中出しなんて生意気よ! 赤ちゃん出来るまで許さないんだからね!〜[3]

ダウンロード版：2009年11月6日 パッケージ版：2009年12月11日
- 素直クールプリンセス・サヤカと南国王宮子作り 〜抜いちゃヤだ…赤ちゃん出来るまで子宮に出して欲しい〜[4]

ダウンロード版：2009年11月20日 パッケージ版：2009年12月18日

## ストーリー
主人公の大学生・佐藤優一が友人に誘われて合コンへ行く途中で突然、リムジンから降りて来た黒服の男にスプレーを噴射されて気絶させられてしまう。優一が目を覚ますと、そこにはかつて佐藤家へホームステイで2週間ほど滞在していたことがある南国・カレスティア王国の王女である3姉妹の長女イリーナ、次女エミリア、三女サヤカがいた。優一は3人がホームステイしていた時に「将来、3人のうち1人をお嫁さんにする」と約束していたのだ。しかし、カレスティア王家のしきたりで結婚するためには婚前交渉により子供を作らなければならないので、優一は悩み抜いた末に3人の王女から1人を選んでカレスティアの王宮で子作りに励むことにする。

## 登場人物
エミリアのキャスティングは非公開。
佐藤 優一（さとう ゆういち）
主人公。平凡な大学生であったが、かつて自宅にホームステイで滞在していたカレスティア王国の王女3姉妹のうち1人と結婚するという約束をしており、王家のしきたりに従い3姉妹から1人を選んで婚前交渉で子作りに励むことになってしまう。
イリーナ・カレスティア
声 - 櫻井ありす
3姉妹の長女で、第1作のヒロイン。世話好きで包容力に溢れ、優一を甘やかせたがる。
エミリア・カレスティア
3姉妹の次女で、第2作のヒロイン。勝気な性格で行動力に溢れ、ホームステイで佐藤家に滞在していた時は他の2人よりも優一と一緒に遊ぶ機会が多かった。
サヤカ・カレスティア
声 - 七生みこと
3姉妹の末っ子で、第3作のヒロイン。一人称が「ボク」でクールな性格を装っているが、寂しがり屋なところがある。

## スタッフ
※全タイトル共通。
- 原画 中乃空
- シナリオ 遊真一希

## 要求スペック
※全タイトル共通。
- OS - Windows 98以降
- CPU - Celeron333MHz以上
- 必要メモリ - 64MB
- 推奨メモリ - 128MB
- 解像度 - 800×600（High color以上）
- DirectX - DirectX7.0以上
- デバイス - マウス（キーボード未対応）